# 高階 (石川県)
高階（たかしな）は、石川県七尾市の地区。

## 概要
七尾市の南西端、邑知地溝帯の北部に位置し、その南端は鹿島郡中能登町に隣接する。石動山系から七尾湾へ流れる二宮川の中流域にある農村地域である。

## 人口
人口
- 995人（2018年（平成30年）4月30日現在）
- 男性484人 女性511人[1]

世帯数
- 388世帯（2018年（平成30年）4月30日現在）[1]

## 住居表示・町内会
次の9つの町から構成され、各町に町内会が設置されている。
- 青山町（あおやままち）
- 旭町（あさひまち）
- 池崎町（いけざきまち）
- 盤若野町（はんにゃのまち）
- 東三階町（ひがしみかいまち）
- 西三階町（にしみかいまち）
- 温井町（ぬくいまち）
- 町屋町（まちやまち）
- 満仁町（まにまち）

## 歴史
- 鎌倉時代

- 現在の高階地区および鹿島郡旧鳥屋町の辺りに、公領として三階（三皆）良川保（又は良川保）があったとされる。
- 1580年（天正8年）

- 長連龍が織田信長より領地として、三階、町屋、温井を含めた鹿島半郡を拝領。
- 江戸時代初期

- 池島氏が十村役を務める。
- 1670年（寛文10年）

- 北村源吾が十村役になる。
- 1725年（享保10年）

- 三階村で漆沢の池の構築工事に着工。（享保13年に竣工。）
- 1873年（明治6年）

7月 - 三階村に私立仁恵小学校（後の高階小学校）が開校。
- 1881年（明治14年）

- 三階村が東三階村と西三階村に分村。
- 1889年（明治22年）

4月 - 鹿島郡高階村が成立。池崎、盤若野、西三階、温井、東三階、町屋、満仁の7つの大字から編成。
- 1892年（明治25年）

- 漆沢の池で堤防改修工事中に崩落事故が発生。死者6名。
- 1921年（大正10年）

6月 - 高階小学校旧校舎落成。（当時は、高階尋常小学校。）
- 1933年（昭和8年）

9月 - 七尾地震発生。
- 1944年（昭和19年）～1946年（昭和21年）

- 池崎、東三階の一部に地元住民が入植。（1954年に大字旭となる。）
- 1947年（昭和22年）

- 池崎、直津（ただつ）の一部に開拓団が入植。（後に青山町となる。）
- 1954年（昭和29年）

3月 - 七尾市に編入される。これに伴い高階村は廃村となり、各大字は旧大字名を継承した町となる。（ただし、旭を除く。）
5月 - 大字旭が旭町に移行。
- 1960年（昭和35年）

10月 - 石川県道116号末吉七尾線、石川県道249号池崎徳田線が制定。
- 1972年（昭和47年）

3月 - 石川県道18号氷見田鶴浜線が制定。
- 1989年（平成元年）

10月 - 高階小学校新校舎落成。
- 1995年（平成7年）

4月 - 石川県道298号七尾鳥屋線が制定。
8月 - 西三階町にスギヨ北陸工場が竣工。
9月 - 天皇・皇后がスギヨ北陸工場をご視察。
- 2001年（平成13年）

3月 - 高階公民館が埼玉県川越市の川越市高階公民館・南公民館と友好宣言に調印。
- 2007年（平成19年）

3月 - 能登半島地震発生。
- 2010年（平成22年）

3月 - 漆沢の池が農林水産省の「ため池百選」に選定。
11月 - 七尾道路（一般県道七尾鳥屋線）西三階～東三階区間が開通。
- 2018年（平成30年）

3月 - 高階小学校が閉校。
4月 - 高階保育園が休園。

## 施設

### 公共施設
- 高階公民館
- 池崎町公民館
- 町屋町集会所
- 西三階町集会所
- 東三階町集会所
- 満仁町集会所

### 教育・保育施設
- 七尾市立高階小学校（平成30年3月25日閉校）
- 高階保育園（平成30年4月休園）

### 郵便局
- 七尾満仁郵便局

### 障害者支援施設
- 青山彩光苑

### 娯楽施設
- ほっとらんどNANAO
- エビアンゴルフ倶楽部

## 主な事業所
- スギヨ北陸工場
- カナカン七尾支店
- 生活協同組合コープのとセンター

## 名所・旧跡

### 史跡
- 漆沢の池（ため池百選）
- 館山（能登畠山氏の家臣温井氏の館があったとされる。）
- 満仁八幡古墳群（A群、B群）
- 満仁館山古墳
- 満仁円山古墳
- 池崎古墳群
- 温井古墳群
- 町屋古墳群
- 東三階古墳群
- 国造山古墳群（A群、B群、C群）
- 西三階古墳群（A群、B群、C群）
- 北谷古墳群

### 石碑
- 治水功績碑（1926年（大正15年）10月建立）
- 戦没者慰霊碑
- 野村謙三翁功績碑（1932年（昭和7年）2月建立）

### 寺院・神社
- 安浄寺
- 光雲寺
- 徳雲寺
- 善行寺
- 旭神明神社
- 伊弉諾神社
- 日宮神社
- 八幡神社
- 立山神社
- 若宮八幡神社
- 藤原比古神社
- 住吉神社
- 火宮神社

## 出身者・関係者
- 北村源右衛門平内（十村役、漆沢の池の構築を主導）
- 三輪重助（肝煎役、盤若野の新田開発に貢献）
- 野村謙三（医師、旧高階村の行政、医療、教育の発展に尽力）
- 小田吉之丈（郷土史研究家、七尾城の学術研究に寄与）
- 北村義男（医学博士、徳島大学第4代学長）

## 交通
バス
- 北鉄能登バス
- 七尾市コミュニティバス ぐるっと7